# Opinion dissidente
Une opinion dissidente est le désaccord d'un juge à un jugement auquel il a participé. 
Les juges de nombreuses juridictions nationales ou supranationales, par exemple la Cour internationale de justice, la Cour européenne des droits de l'homme et la Cour suprême des États-Unis, utilisent l'opinion dissidente. Il en va de même pour la Cour suprême du Canada et la Cour d'appel du Québec même si ces deux cours sont amenées à statuer sur des affaires touchant le droit civil de type romano-germanique. Le Québec (et, dans une moindre mesure, le Canada) ayant une tradition bijuridique (droit civil et common law), la pratique de la dissidence a été intégrée même en droit civil. 
En plus de la dissidence, il y a aussi la possibilité d'une opinion concordante (CEDH) ou d'une opinion individuelle (CIJ) quand le juge est en désaccord sur la motivation de l'arrêt. La CEDH appelle les opinions dissidente et concordante des opinions séparées. 

## Note
1. ↑  (it) Paulo Pinto de Albuquerque e Daniela Cardamone, Efficacia della dissenting opinion, Questione giustizia, speciale n. 1/2019 (La Corte di Strasburgo a cura di Francesco Buffa e Maria Giuliana Civinini).